# Andy Kaufman
Andrew Geoffrey "Andy" Kaufman (17. januar 1949 i New York City – 16. maj 1984 i Los Angeles) var en amerikansk entertainer, skuespiller, og performancekunstner.
Kaufman blev kendt gennem showet Saturday Night Live, hvor han gæsteoptrådte i 1975. Senere medvirkede han i tv-serien Taxi, hvor han spillede Latka. Han blev ofte kaldt komiker, men brød sig ikke om det prædikat.
I 1999 spillede Jim Carrey Kaufman i Man on the Moon, der handler om Kaufmans karriere og død.

## Ekstern henvisning
- Andy Kaufman på Internet Movie Database (engelsk)
- Andy Kaufman på Svensk Filmdatabas (svensk)
- Andy Kaufman på AlloCiné (fransk)
- Andy Kaufman på AllMovie (engelsk)
- Andy Kaufman på Rotten Tomatoes (engelsk)
- Andy Kaufman på The Movie Database (engelsk)
- Andy Kaufman på Internet Broadway Database (engelsk)
- Andy Kaufman på Encyclopædia Britannica Online (engelsk)